# Spanyolcsizma
A spanyolcsizma egy középkori kínzóeszköz.
Először a spanyol inkvizíció alkalmazta, innen származik a neve. Két darab szorítófa közé teszik a vádlott egyik lábát és ezt megfeszítve okoznak igen nagy fájdalmat. A vallató  kérdést intéz a vádlotthoz s ha az nem vall, szoríttat egyet a spanyolcsizmán. Ez néha odáig ment, hogy a lábszárcsontot összezúzva, deszkavékonyságnyira lapították a vádlott lábát.
Magyarországon is feljegyezték alkalmazását: 1687-ben a nápolyi Antonio Caraffa gróf Eperjesen, Nagyrákai Feja Dániel volt kassai bíró lábát zúzatta szét fahasábok között, melyek hézagaiba éket vetett. A vádlott a második ékelés után kínjaiba szinte beleőrült, ezért (minthogy a folytatástól nem vártak eredményt) lefejezték.